# Lijst van nationale parken in Spanje

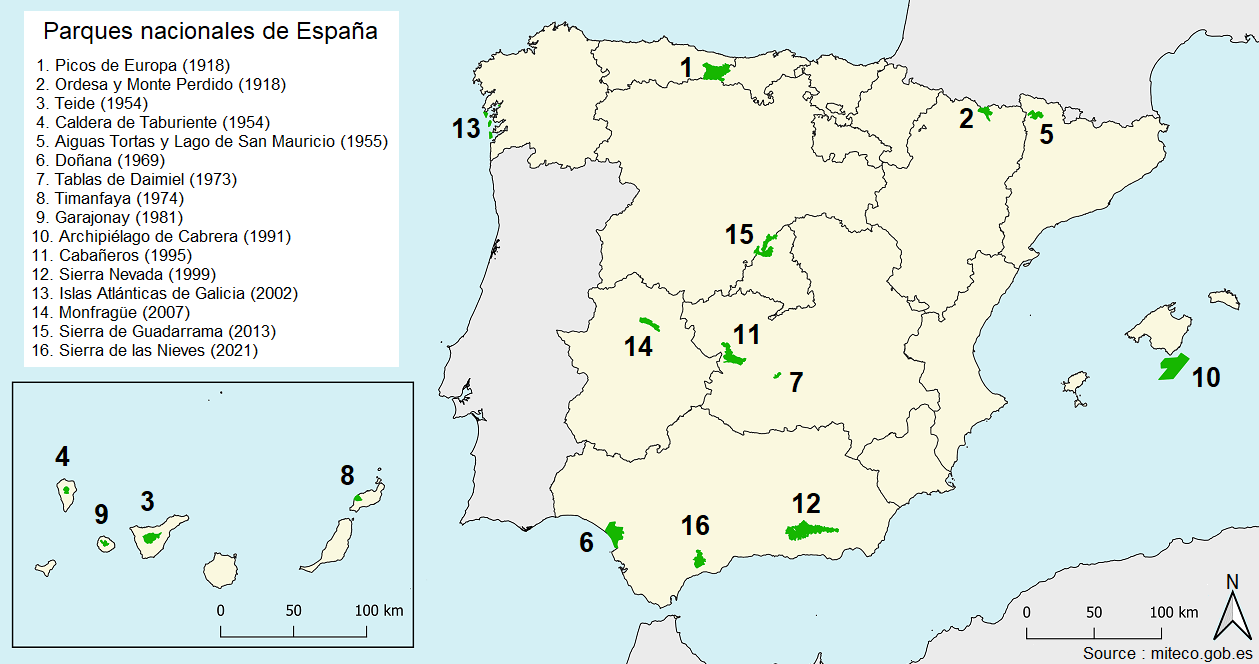

Nationale parken in Spanje: In Spanje zijn 16 natuurgebieden uitgeroepen tot nationaal park (parque nacional). Nationaal park Teide, Nationaal park Garajonay, Nationaal park Doñana, Nationaal park Ordesa y Monte Perdido en enkele beukenbossen in Nationaal park Picos de Europa zijn Unesco-Werelderfgoed. Een 17de nationaal park (Nationaal park Mar de Las Calmas bij El Hierro) is in oprichting.
De Spaanse nationale parken mogen niet verward worden met de Spaanse natuurparken (parque natural), waar de natuur veel minder streng wordt beschermd.

## Nationale parken
| Gebied                                                                             | Foto | Provincie(s)                              | Autonome Gemeenschap(pen)            | Opgericht in                        | Link |
| ---------------------------------------------------------------------------------- | ---- | ----------------------------------------- | ------------------------------------ | ----------------------------------- | ---- |
| Nationaal park Aigüestortes i Estany de Sant Maurici                               |      | Lleida                                    | Catalonië                            | 1956                                |      |
| Nationaal park Archipiélago de Cabrera                                             |      | Balearen                                  | Balearen                             | 1991, uitgebreid in 2019            |      |
| Nationaal park Cabañeros                                                           |      | Ciudad Real, Toledo                       | Castilië-La Mancha                   | 1995, uitgebreid in 2005            |      |
| Nationaal park Caldera de Taburiente                                               |      | Santa Cruz de Tenerife (eiland La Palma)  | Canarische Eilanden                  | 1954                                |      |
| Nationaal park Doñana                                                              |      | Huelva, Sevilla                           | Andalusië                            | 1969                                |      |
| Nationaal park Garajonay                                                           |      | Santa Cruz de Tenerife (eiland La Gomera) | Canarische Eilanden                  | 1981                                |      |
| Nationaal park Islas Atlánticas de Galicia (Galicisch:Illas Atlánticas de Galicia) |      | A Coruña & Pontevedra                     | Galicië                              | 2002                                |      |
| Nationaal park Monfragüe                                                           |      | Cáceres                                   | Extremadura                          | 2007                                |      |
| Nationaal park Ordesa y Monte Perdido                                              |      | Huesca                                    | Aragón                               | 1918, uitgebreid in 1982            |      |
| Nationaal park Picos de Europa                                                     |      | Asturië, León, Cantabrië                  | Asturië, Castilië en León, Cantabrië | 1918, uitgebreid in 1995 en in 2014 |      |
| Nationaal park Sierra de Guadarrama                                                |      | Madrid, Segovia and Ávila                 | Madrid en Castilië en León           | 2013                                |      |
| Nationaal park Sierra de las Nieves                                                |      | Málaga                                    | Andalusië                            | 2021                                |      |
| Nationaal park Sierra Nevada                                                       |      | Granada, Almería                          | Andalusië                            | 1999                                |      |
| Nationaal park Tablas de Daimiel                                                   |      | Ciudad Real                               | Castilië-La Mancha                   | 1973                                |      |
| Nationaal park Teide                                                               |      | Santa Cruz de Tenerife (eiland Tenerife)  | Canarische Eilanden                  | 1954                                |      |
| Nationaal park Timanfaya                                                           |      | Las Palmas (eiland Lanzarote)             | Canarische Eilanden                  | 1974                                |      |